# Édouard Foussier
Édouard Foussier, född den 23 juli 1824 i Paris, död där den 15 mars 1882, var en fransk teaterförfattare.
Foussier väckte uppmärksamhet med verskomedin Héraclite et Démocrite (1850). Han skrev bland annat teaterstycken som Une journée d'Agrippa d'Aubigné (1853) och Le temps perdu (1855), båda på vers. Hans samarbete med Émile Augier resulterade i pjäserna La ceinture dorée (1855) och Les lionnes pauvres (1858).